# Cimetière de Contamine-sur-Arve
Le cimetière de Contamine-sur-Arve est un cimetière situé à Contamine-sur-Arve, en France.

## Localisation
Le cimetière est situé dans le département français de la Haute-Savoie, dans la commune de Contamine-sur-Arve.

## Historique
L'édifice est inscrit au titre des monuments historiques en 1943.